# Rozkaz
Rozkaz – polecenie bezwarunkowego wykonania bądź zaniechania określonej czynności bądź innego zachowania (tj. norma indywidualna i konkretna), wydane przez osobę dysponującą władzą (dowódca, przełożony) nad osobą, której wydano polecenie (podwładny, pełniący służbę). Rozkazy (dyktaty) wydawane są ustnie bądź pisemnie lub za pomocą sygnału, przepisy nie przewidują możliwości ich zaskarżenia, co nie wyłącza możliwości odmowy wykonania rozkazu sprzecznego z prawem. Rozkaz podlega natychmiastowemu wykonaniu, chyba że wyraźnie wskazano inny termin na jego realizację.
W polskim Kodeksie karnym z 1997 roku rozkazem jest polecenie określonego działania lub zaniechania wydane służbowo żołnierzowi przez przełożonego lub uprawnionego żołnierza starszego stopniem (art. 115 § 18 kk).
Słowo „Rozkaz!” wypowiedziane przez dowódcę podkreśla bezwarunkowość wydanego polecenia. To samo słowo wypowiedziane przez podwładnego wobec dowódcy potwierdza przyjęcie do wiadomości, że właśnie otrzymał rozkaz. O ile rozkazy wydawane są dla konkretnych czynności, to rozkaz dzienny na piśmie reguluje całodzienny tok służby wojskowej.
Wyraz „rozkaz” może też określać sam fakt posiadania podwładnych (zwrot „mieć pod rozkazem grupę osób”). Oznacza także fakt pozostawania w dyspozycji przełożonego co do wykonania przyszłych rozkazów (zwrot: „stawać na rozkaz”).

## Musztra
W musztrze krótki rozkaz słowny lub podany za pomocą sygnału nazywany jest komendą. Wykonanie komendy powinno nastąpić natychmiast po jej podaniu, w sposób określony regulaminem, a wtedy, gdy dotyczy grupy żołnierzy, pododdziału lub oddziału – również jednocześnie i jednakowo. Komenda składa się z zapowiedzi i hasła lub wyłącznie z hasła. Komendami zawierającymi tylko hasła są komendy „BACZNOŚĆ” i „SPOCZNIJ”. Przykładem komendy złożonej z zapowiedzi i hasła jest komenda „Pierwszy pluton, w szeregu – ZBIÓRKA”.